# Józef Pętkowski
Józef Zygmunt Pętkowski (ur. 28 listopada 1894 w Płocku, zm. w kwietniu 1940) – podpułkownik dyplomowany kawalerii Wojska Polskiego, ofiara zbrodni katyńskiej. 

## Życiorys
Urodził się 28 listopada 1894 roku w Płocku, w rodzinie Józefa (zm. 1942) i Marii z Wolffów. W 1912 roku ukończył 7-klasową szkołę handlową z maturą w Będzinie. W 1913 roku wyjechał do Belgii by studiować na Wydziale Architektury Uniwersytetu Gandawskiego. Od 10 stycznia 1913 roku należał do Strzelca w plutonie w Gandawie. W 1914 roku został uwięziony przez Niemców w Aachen. 28 października 1914 roku wstąpił do Batalionu Uzupełniającego w Częstochowie i został przydzielony do 1 pp Legionów. W 1915 roku został przeniesiony do 1 Pułku Ułanów, gdzie służył do 20 lipca 1917 r. Od 5 lutego do 31 marca 1917 roku był słuchaczem kawaleryjskiego kursu oficerskiego przy 1 pułku ułanów w Ostrołęce. Kurs ukończył z wynikiem dostatecznym. Posiadał wówczas stopień wachmistrza. Po kryzysie przysięgowym od 21 lipca 1917 do 30 stycznia 1918 roku był internowany w Szczypiornie i Łomży. Po zwolnieniu studiował jeden semestr prawa na Uniwersytecie Warszawskim. W listopadzie 1918 roku jako komendant POW Okręgu Piotrowskiego brał czynny udział w rozbrajaniu Niemców. Następnie służył w 1 Pułku Szwoleżerów a od lipca 1920 roku w sztabie 7 Brygady Jazdy jako oficer operacyjny, oficer informacyjny i organizacyjno-materiałowy. W latach 1922–1924 był słuchaczem III Kursu Normalnego Wyższej Szkoły Wojennej w Warszawie. Z dniem 1 października 1924 roku, po ukończeniu kursu i otrzymaniu dyplomu naukowego oficera Sztabu Generalnego, został przydzielony do Dowództwa Okręgu Korpusu Nr VII w Poznaniu. 18 lutego 1928 roku awansował na majora ze starszeństwem z dniem 1 stycznia 1928 roku i 47. lokatą w korpusie oficerów kawalerii. W 1929 roku był szefem sztabu 3 Dywizji Kawalerii w Poznaniu. 27 kwietnia 1929 roku, po rozwiązaniu 3 DK, został przeniesiony na stanowisko szefa sztabu Brygady Kawalerii „Poznań” w Poznaniu. 31 marca 1930 roku został przeniesiony do 7 pułku strzelców konnych w Poznaniu celem odbycia praktyki liniowej na stanowisku dowódcy szwadronu liniowego. Z dniem 1 kwietnia 1931 roku został przeniesiony do składu osobowego inspektora armii, generała dywizji Leona Berbeckiego z siedzibą w Warszawie na stanowisko II oficera sztabu. 14 listopada 1935 roku został mianowany zastępcą dowódcy 8 pułku ułanów Księcia Józefa Poniatowskiego w Krakowie. 1 lutego 1939 roku objął dowództwo 19 pułku Ułanów Wołyńskich w Ostrogu.
W czasie kampanii wrześniowej dowodził 19 pułkiem ułanów, a następnie walczył w GO Kawalerii gen. Andersa. Jeniec obozu w Starobielsku. Ofiara mordu katyńskiego.

## Ordery i odznaczenia
- Krzyż Srebrny Orderu Wojskowego Virtuti Militari nr 13438[15]
- Krzyż Niepodległości (12 maja 1931)[16]
- Krzyż Kawalerski Orderu Odrodzenia Polski (11 listopada 1934)[17]
- Krzyż Walecznych (dwukrotnie, 1921)[1]
- Złoty Krzyż Zasługi (25 maja 1939)[18]
- Srebrny Krzyż Zasługi (3 sierpnia 1928)[19]
- Medal Pamiątkowy za Wojnę 1918–1921 (1928)[1]
- Medal Dziesięciolecia Odzyskanej Niepodległości (1928)[1]
- Brązowy Medal za Długoletnią Służbę (1938)[1]
- Odznaka Pamiątkowa Generalnego Inspektora Sił Zbrojnych (12 maja 1936)